# 強姦終極篇之最後羔羊
《強姦終極篇之最後羔羊》為1999年上映的香港三級電影，導演為王晶，演員有關秀媚、張家輝、吳毅將、苑瓊丹等。

## 劇中人物
| 人物       | 演員   | 粵語配音 | 介紹                         |
| 關小嫺     | 關秀媚 | 沈小蘭   | 毛德輝的女友                 |
| 毛德輝     | 張家輝 | 張家輝   | 關小嫺的男友、警務人員       |
| 寶文       | 朱茵   | 朱茵     | 警務人員                     |
| 食人奶博士 | 黃秋生 | 黃秋生   | 愛喝人奶的博士               |
| Daniel     | 吳毅將 | 吳毅將   | 高科技色魔                   |
| 小怡       | 姚樂怡 | 姚樂怡   | 關小嫺、小冰的好友           |
| Natasia    | 苑瓊丹 | 苑瓊丹   | 關小嫺、小冰的大姐頭         |
| 韋Sir      |        |          | 毛德輝長官                   |
| 小冰       | 楊梵   | 鄭麗麗   | 偶像大明星，後來被Daniel奸殺 |
| 高尚偉     | 陳志輝 | 陳旭明   | 屯門色魔                     |
| 陳過雲     | 梁志安 | 羅偉傑   | 雨夜屠夫                     |
| 歹徒       | 王均康 |          | 狂牛的手下                   |

## 外部連結
- 香港影庫上《強姦終極篇之最後羔羊》的資料（繁體中文）